# Náucrate
En la mitología griega, Náucrate (Ναυκράτη) era esclava de Minos, rey de Creta, y se enamoró de Dédalo por su astucia y por su inteligencia; con él, tuvo a Ícaro. 
Náucrate personifica la región occidental del Delta del Nilo. Los griegos establecieron su primera colonia en Egipto unos 50 años antes de que Solón fuera allí, y le dieron el nombre de Náucratis.